# Dogepaleis in Venetië (Monet)

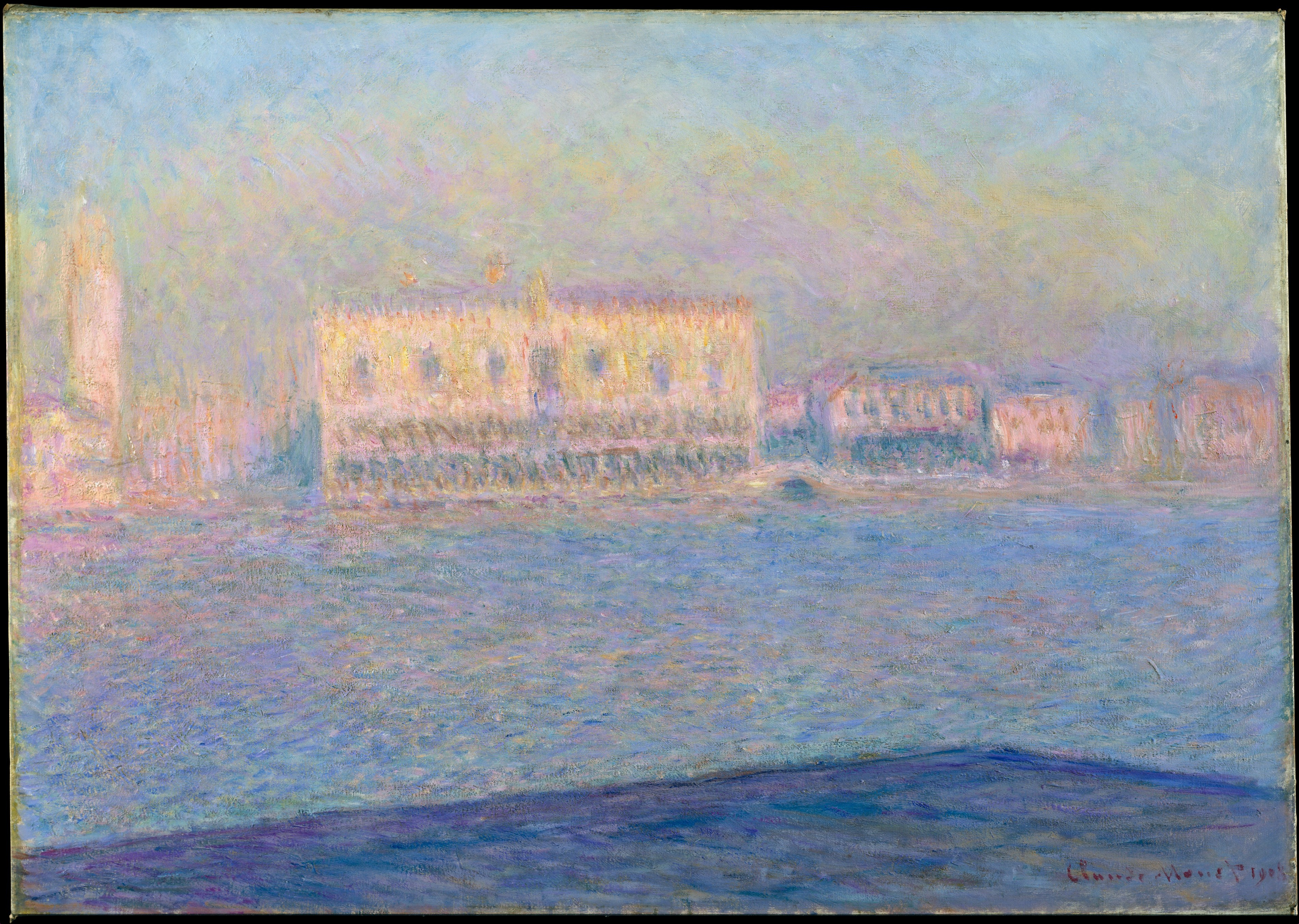
Dogepaleis in Venetië gezien vanaf San Giorgio Maggiore

Het Dogepaleis in Venetie is een schilderij van Claude Monet, een Frans kunstschilder, van het jaar 1908. Het schilderij is een schoolvoorbeeld van impressionisme zoals Monet dat over de jaren ontwikkelde.
Het doek meet 65 cm x 92 cm en is een olieverf op doek type schilderij.
In de herfst van 1908 verbleef Claude Monet voor een korte periode in de Noord-Italiaanse stad Venetië. Hij schilderde elke dag en nam als onderwerp vier zichten van Venetië. Een van de vier zichten is deze op het dogepaleis gezien vanuit het eiland San Giorgio Maggiore. Dezelfde vier zichten kwamen op de verschillende doeken ettelijke malen terug. Het dogepaleis van Venetië, zoals hiernaast afgebeeld was een van de 29 doeken met als thema Venetië die Monet tentoonstelde in 1912. Dit gebeurde in de galerij van de familie Bernheim-Jeune in Parijs van 28 mei tot 8 juni 1912. Naast de 29 getoonde werken had hij nog 7 onafgewerkte zichten op Venetië, in totaal 36 schilderwerken van zijn verblijf in Venetië. Voor Guillaume Apollinaire waren de zichten op Venetië een toonbeeld van realisme; het mysterieuze van Venetië verdween door Venetië ruwweg te tonen in de ochtendmist, want dit was voor hem de realiteit van een gewone dag in Venetië.
Het was het Metropolitan Museum of Art in New York dat na de expositie in de Parijse galerij het Dogepaleis in Venetië verwierf.